# پیزدری
پیزدری (به لاتین: Pyzdry) یک شهر در لهستان است که در گمینا پزدره واقع شده‌است.
پیزدری ۱۲٫۱۶ کیلومتر مربع مساحت و ۳٬۱۸۸ نفر جمعیت دارد و ۹۰ متر بالاتر از سطح دریا واقع شده‌است.